# Alexandre II de Kakhètia
Alexandre II fou rei de Kakhètia del 1574 al 1603 i el 1605. Nascut el 1527, era el fill gran de Levan de Kakhètia. Després de matar el seu pare i prendre el poder va enviar una ambaixada al tsar Theodor el 1586. Va acceptar la sobirania persa. Va ser enderrocat a favor del seu fill entre el novembre de 1603 i el febrer del 1605. Va recuperar breument el poder el 1605. Casat amb Tinatina, filla de Bardzim-Koiar Zedginidze, príncep de Samilakhoro, amir-akhori, i Governador de Gori. Assassinat pel seu fill Constantí I de Kakhètia, a Zaghani el 12 de març del 1605.